# Станціонне
Станціо́нне (каз. Станционный) — село у складі Карабалицького району Костанайської області Казахстану. Адміністративний центр Станціонного сільського округу.
Населення — 1184 особи (2021; 1344 у 2009, 1680 у 1999, 1815 у 1989).
У радянські часи село називалось Станціонний.